# Alexander Libman
Alexander Libman (* 18. September 1981 in Moskau) ist ein russischer Wirtschaftswissenschaftler.

## Leben
Nach der Promotion 2009 in Mannheim war er Juniorprofessor für internationale politische Ökonomie an der Frankfurt School of Finance & Management (2009–2014). Er war wissenschaftlicher Mitarbeiter an der Stiftung Wissenschaft und Politik (2014–2016). Er war Professor für sozialwissenschaftliche Osteuropastudien an der Ludwig-Maximilians-Universität München (2016–2020). Seit 2020 ist er an der Freien Universität Berlin Professor für Politikwissenschaft mit Schwerpunkt Osteuropa und Russland.

## Schriften (Auswahl)
- Moldova: structural change, trade specialization and international integration. Wien 2007.
- mit Evgeny Vinokurov: Eurasian integration. Challenges of transcontinental regionalism. Basingstoke 2012, ISBN 0-230-30268-8.
- mit Evgeny Vinokurov: Holding-together regionalism. Twenty years of post-Soviet integration. Basingstoke 2012, ISBN 0-230-30269-6.
- Consequences of informal autonomy. The case of Russian federalism. Frankfurt am Main 2016, ISBN 3-631-66958-5.